# Pseudostigmaeus striatus
Pseudostigmaeus striatus är en spindeldjursart som beskrevs av Charles Thorold Wood 1967. Pseudostigmaeus striatus ingår i släktet Pseudostigmaeus och familjen Stigmaeidae. Inga underarter finns listade i Catalogue of Life.